# (34792) 2001 SE10
2001 أس إي 10 (ويعرف أيضًا باسم (34792) 2001 أس إي 10 وفق تسمية الكوكب الصغير) (بالإنجليزية: 2001 SE10)‏ هو كويكب ضمن حزام الكويكبات؛ وترتيبه 34792 من حيث الاكتشاف.
اكتُشف هذا الجُرم الفلكي بواسطة William Kwong Yu Yeung ‏ في 20 سبتمبر 2001.

## وصلات خارجية
- (34792) 2001 SE10 في قاعدة بيانات مختبر الدفع النفاث لأجرام النظام الشمسي الصغيرة

- الاكتشاف · مخطط المدار ·  العناصر المدارية · المعلمات المادية

- (34792) 2001 SE10 على موقع ويكي سكاي: DSS2, SDSS, GALEX, IRAS, Hydrogen α, X-Ray, Astrophoto, Sky Map, Articles and images